# River Ure
Der  etwa 119 km lange Ure in North Yorkshire, England ist der Oberlauf der Ouse. Der Ure ist der Hauptfluss des Wensleydale, eines der wenigen Yorkshire Dales, die nicht nach ihrem Fluss benannt sind. Früher allerdings trug das Tal auch den Namen Yoredale.
Der Ure ist einer der zahlreichen Wasserläufe, die die Yorkshire Dales zur Ouse hin entwässern. Zu seinen Hauptzuflüssen zählen der Swale aus dem nördlichen Nachbartal und der Skell.

## Name
Der älteste überlieferte Name des Flusses lautet Earp, erwähnt etwa um das Jahr 1025. Möglicherweise ist das eine Fehlschreibung von Ear Ƿ, wobei Ƿ für den altenglischen Buchstaben Wen oder ‚w‘ steht, der hier wæter („Wasser“) bedeutet. Ab 1140 erscheint der Flussname als Jor, wovon der Name Jervaulx Abbey abgeleitet ist („Abtei im Tal des Jor“), und kurz darauf als Yore. Der heutige Name wurde erstmals in der Tudorzeit von den Antiquaren John Leland und William Camden gebraucht.
Der Name bedeutet wahrscheinlich „Starker oder Flinker Fluss“, wenn man davon ausgeht, dass der britannische Name des Flusses Isurā war (darauf weist der römische Name Isurium für Aldborough hin) und dann das intervokalische s wegfiel, was im Britannischen schon früh geschah. Diese Erklärung stellt eine Verbindung zwischen dem Flussnamen und der indoeuropäischen Wurzel is- her, die „stark“ bedeutet und sich in Flussnamen wie der Isar oder der Isère findet.

## Verlauf
Die Quelle des Ure liegt bei Ure Head im Hochland Abbotside Common. Er fließt zunächst für 2 km in südwestlicher Richtung und folgt dann einer Talkrümmung nach Südost, bis er die Straße A684 erreicht und ihr in etwa ostwärts durch das Wensleydale folgt. Etwa in der Mitte dieses Abschnitts liegen die Aysgarth Falls, eine vielbesuchte Wasserfallserie. Am Ausgang des Tales dreht der Ure wieder nach Südost, passiert Jervaulx Abbey und gelangt nach Boroughbridge, wo er von der A1 überquert wird.
Östlich von Boroughbridge nimmt er den Swale auf, der bislang nördlich in etwa parallel floss. Etwa 10 km unterhalb dieses Zusammenflusses, bei Cuddy Shaw Reach in der Nähe von Linton-on-Ouse, wird der Ure zur Ouse.

### Pegelmesswerte
| Pegelstation      | Höhe der Station | Niedrigwasser* | Hochwasser* | Maximales historisch belegtes Hochwasser |
| ----------------- | ---------------- | -------------- | ----------- | ---------------------------------------- |
| Bainbridge        | 208 m ASL        | 0,06 m         | 2,5 m       | 3,66 m                                   |
| Kilgram           | 94 m ASL         | 0,27 m         | 1,5 m       | 5,64 m                                   |
| Masham            | 76 m ASL         | 0,14 m         | 2,3 m       | 3,53 m                                   |
| Ripon Ure Bank    | 24 m ASL         | 0,03 m         | 0,89 m      | 3,86 m                                   |
| Schleuse Westwick | 22 m ASL         | 0,11 m         | 2,5 m       | 3,35 m                                   |
| Boroughbridge     | 15 m ASL         | 9,62 m         | 13 m        | 15,59 m                                  |

- Niedrig- und Hochwasser sind Durchschnittswerte.

## Schifffahrt
Der Ure ist schiffbar bis zur Mündung des Ripon Canal, gut 3 km südöstlich der Stadt Ripon, was eine schiffbare Flusslänge von knapp 22 km ergibt. Zwei kurze Kanäle, die jeweils eine Flussschleife abschneiden und dabei auch ein Wehr umfahren, werden per Schleuse befahren: Milby Cut in Boroughbridge und Westwick Cut einige Kilometer stromaufwärts.
Im Januar 1769 wurde zunächst die Wasserstraße bis zur Mündung des Swale bei Swale Nab eröffnet, als Teil der Schifffahrt auf der Ouse. Im Januar 1772 wurde die Schiffbarkeit bis zum Ripon Canal erweitert.
Im Januar 1846 wurden die Schifffahrtseinrichtungen von der Leeds and Thirsk Railway aufgekauft.
Die Unterhaltung der Wasserstraße wurde vernachlässigt, was zur Folge hatte, dass die Fahrrinne verflachte und die Lastschiffe nicht mehr voll beladen werden konnten. 1860 erlebte die Schifffahrt noch einen kleinen Aufschwung, aber ihre Bedeutung nahm danach weiter ab. 1892 gab es keinen Schiffsverkehr über Boroughbridge hinaus – die North Eastern Railway arbeitete gezielt darauf hin, den Fluss oberhalb Boroughbridge ungenutzt zu lassen.
Bis 1999 waren die Linton Lock Navigation Commissioners für die Schifffahrt bis Swale Nab zuständig. Ihnen standen aber keine ausreichenden Mittel zur Erhaltung der Wasserstraße zur Verfügung. 1999 wurde die Verantwortung an British Waterways übertragen, heute ist der Canal & River Trust für die Wasserstraße zuständig.

## Bilder entlang des Flusslaufs

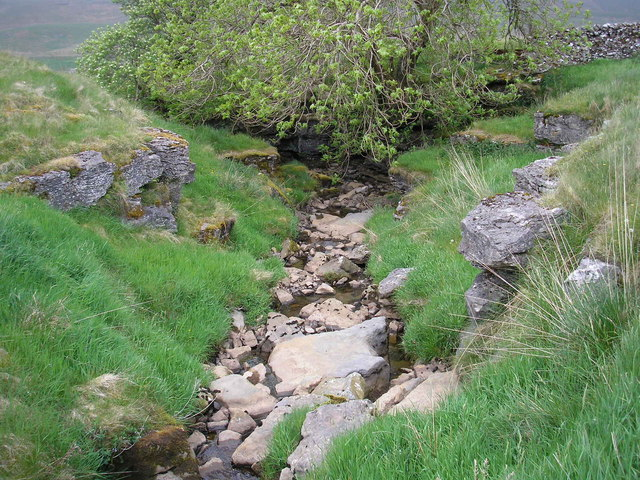
Der Fluss nahe der Quelle
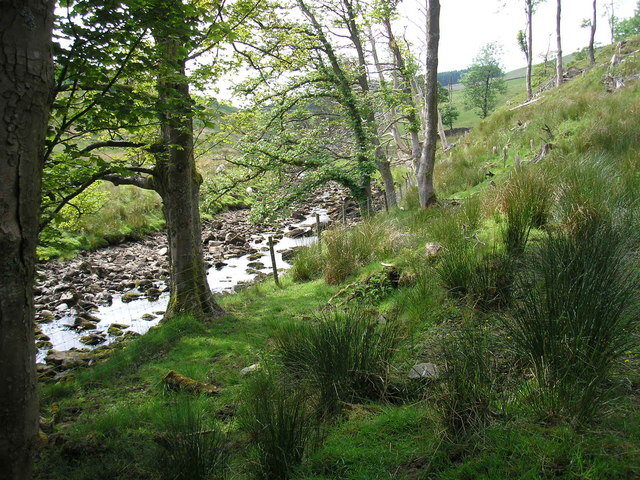
Westlich von Hawes
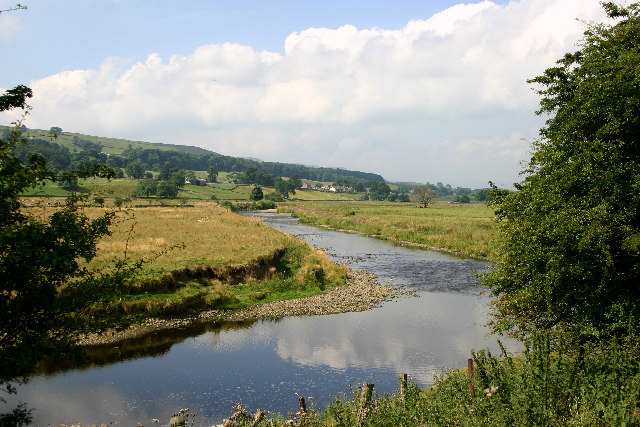
Der Fluss bei Worton Bridge
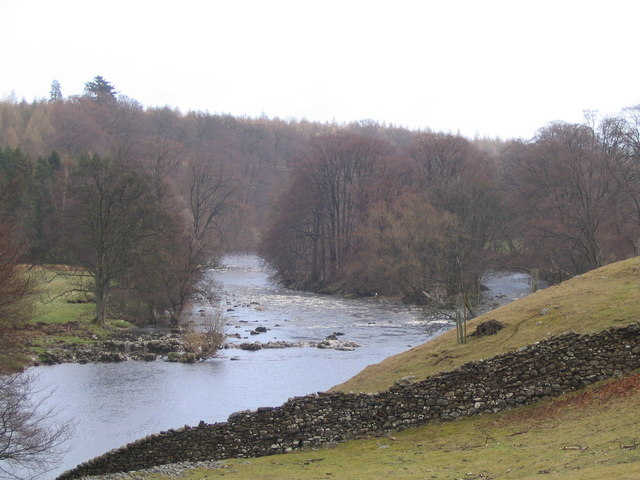
River Ure bei Aysgarth mit der Insel Batt Island
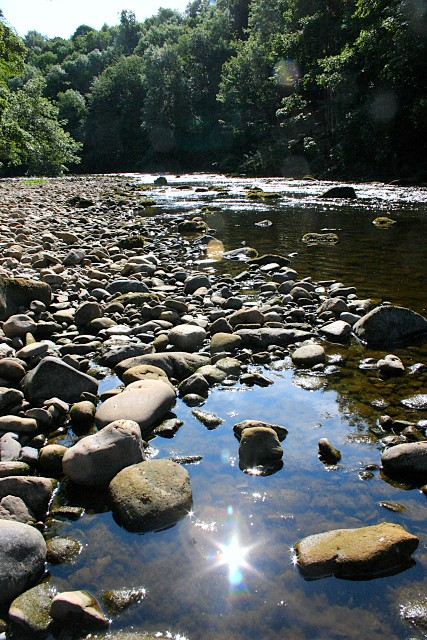
Hackfall Gorge bei Mickley
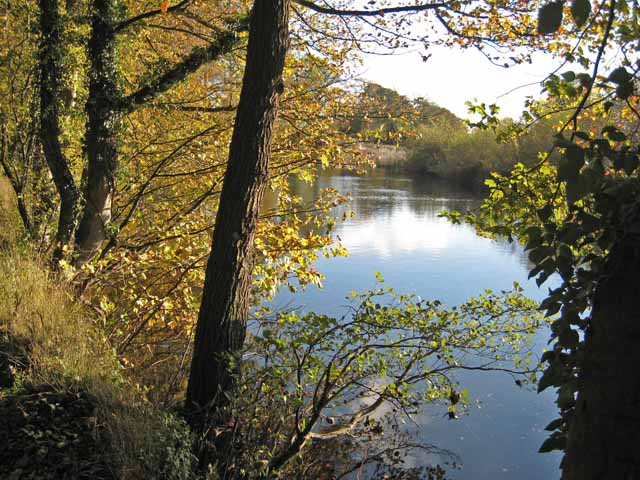
Bei West Tanfield
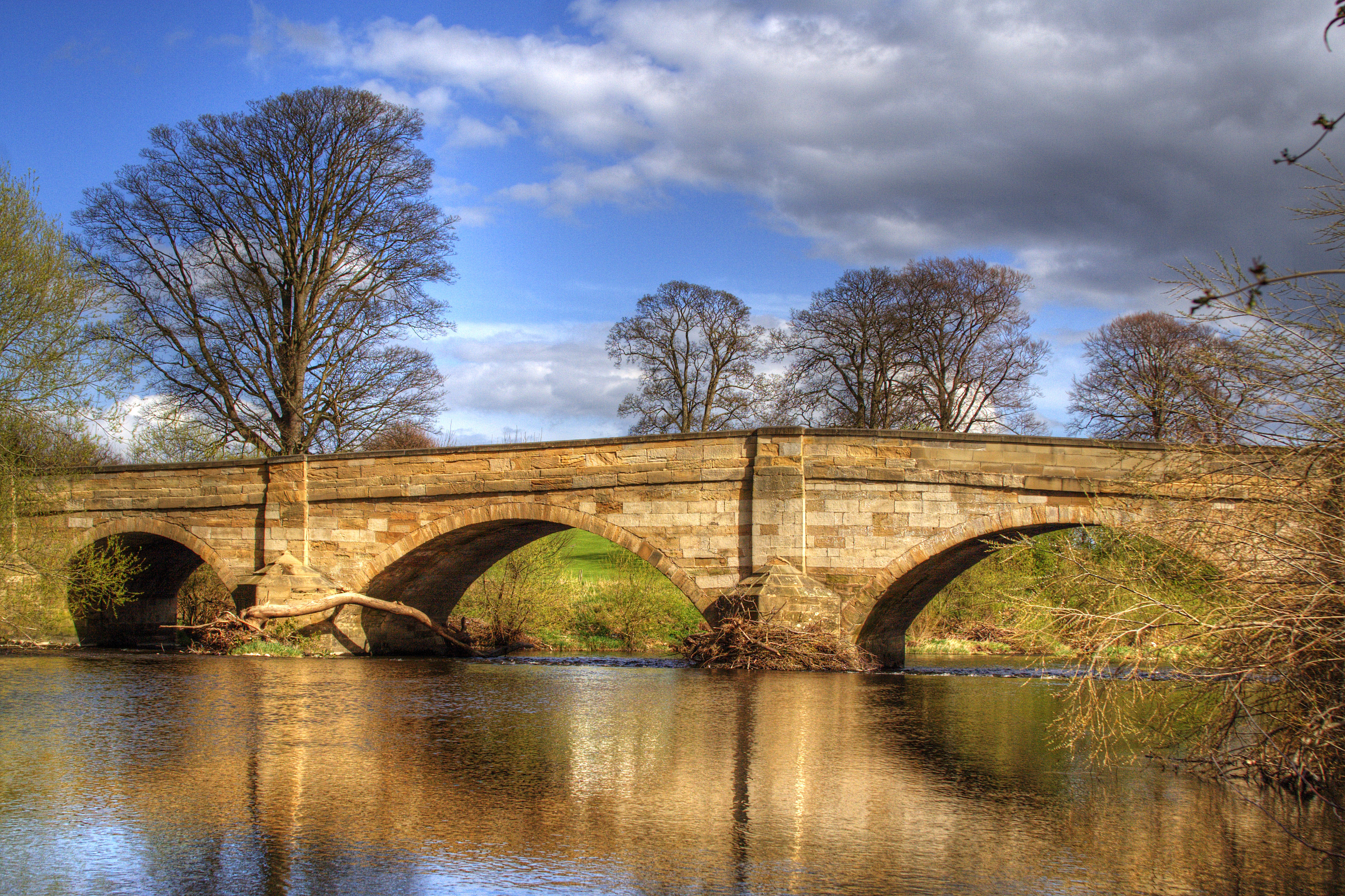
Brücke über den Ure bei Ripon
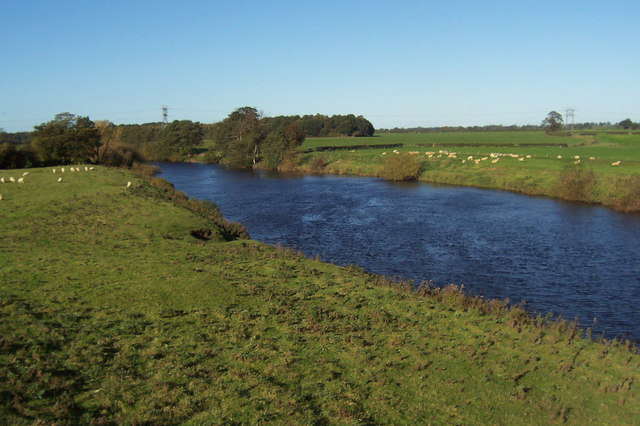
River Ure, Roecliffe
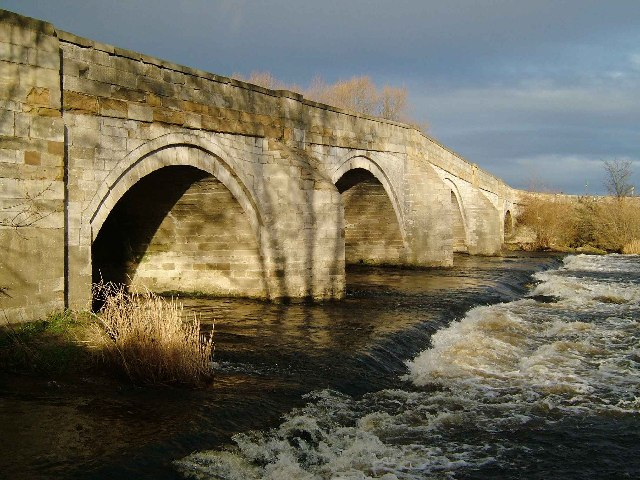
B6265, Hewick Bridge
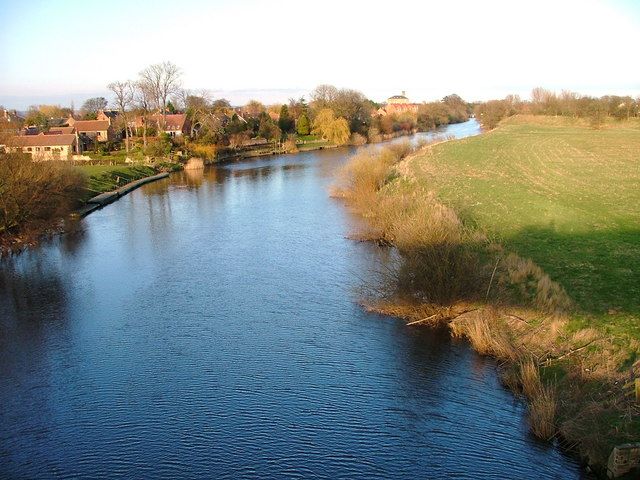
River Ure von Arrows Bridge aus gesehen